# 河铺镇
河铺镇，是中华人民共和国湖北省黄冈市罗田县下辖的一个乡镇级行政单位。

## 行政区划
河铺镇下辖以下地区：
牌形地村、林家垸村、古仁墩村、余家坳村、炉子垸村、吴家河村、八迪河村、长林岗村、严家河村、严家畈村、桥头边村、丁家山村、姚家铺村、槐树店村、白鹤垸村、许家宕村、唐家山村、佘家山村、马驿坳村、双凤坳村、肖家垸村、林家咀村、石河垸村、八里畈村、地坪村、台上冲村、象鼻咀村、凉亭河村、大河埂村、石头板村、江家冲村、独珠河村、敢鱼咀村、老屋垸村、廖家坳村、枫香树村、屈家咀村、文家庙村、免水畈村和贺家冲村。

## 中国传统村落
2013年8月，肖家垸乌石岩村被评为第二批中国传统村落。